# دبليو. س. رايلي
دبليو. س. رايلي (بالإنجليزية: Wilbur Clifford Riley)‏ هو مدير فني أمريكي، ولد في 4 يناير 1903 في سكوت سيتي في الولايات المتحدة، وتوفي في 30 أبريل 1954 في Pottstown, Pennsylvania ‏ في الولايات المتحدة.